# Trem ligeiro de Tel Aviv
O Metrô de Tel Aviv é um longo sistema veículo leve sobre trilhos (comboio ligeiro) planejado para a Área metropolitana Tel Aviv, em Israel, a maior do país. O projeto está no início fases de construção.

## História
Um sistema de metrô foi inicialmente planejado, em meados dos anos 1960, e em 1967 uma estação no Shalom Meir Tower foi inaugurada na presença do então Primeiro-Ministro Levi Eshkol. No entanto, as dificuldades financeiras forçaram o abandono do projeto, e Shalom Meir continua a ser a única estação de metrô em Tel Aviv, desconectado de outras ligações de transportes.

## De Volta à Pista
Em 2000, o plano de um metro, foi alterada para uma light rail, e os planos mais plausíveis para um sistema de transporte coletivo em Tel Aviv foram revelados. Hoje, os primeiros 22 quilómetros (14 milhas) da Linha Vermelha já tenham sido aprovados, com escavação, deve começar em finais 2008 inicio de 2009. Prevê-se a tornar-se efetiva no primeiro bimestre de 2014. Em Dezembro de 2006, a MTS atribuíu ao BOT um contrato oficial para a Linha Vermelha do metro ligeiro, pelo que estão a construir e operar a linha para os seus primeiros 32 anos. O Grupo MTS constituído por África, Israel, a Siemens da Alemanha, a Egged Bus Cooperative, CCECC - uma empresa de infra-estrutura chinesa, a firma de infra-estrutura portuguesa Soares da Costa, e do líder holandês transporte empresa HTM.
Algumas partes dos Tel Aviv Light Rail será subterrânea, para Tel Aviv pode ser considerada como a sexta cidade do Oriente Médio que se pode orgulhar de um sistema de metrô. Haifa foi pela primeira vez com o Carmelit em 1959, enquanto Tunis foi a segunda aberta em 1985, o sistema de Cairo foi aberto em 1987 e o Metro de Teerão abriu em 1999. Dubai está planejado sistema de metrô é esperado para ser o quinto quando ele abrir, em 2009.

## Linhas

### Linha Vermelha
Cerca de 10 quilômetros (6 milhas) de 22 quilómetros (14 milhas) da Linha Vermelha está a ser construída no subsolo, com os restantes segmentos sendo construído em um sistema ferroviário ligeiro / de formato elétrico. Trata-se de ter 33 estações, 10 das quais seriam subterrâneos, com uma distância média de 500 metros entre elas. A distância média entre as estações de superficie seria de 1 km. A linha seria executada a partir de Bat Yam, no sudoeste, através Jafa e centro de Tel Aviv, e continuar a Petah Tikva, através de Ramat Gan e Bene Beraq. O intercâmbio está previsto para a Estação Ferroviária central de Tel Aviv. Foi previsto que, até 2020, 100 milhões de pessoas estariam utilizando esta linha anualmente.
As estações (do metrô em itálico): Nissenbaum, HaAmal, Kaf Tet BeNovember, Yoseftal, Bar Ilan, Balfour, Jabotinsky, Rothschild, HaAztmaut, Machrozet, HaBaashat, Issakov, Erlich, Ben Tzvi, Salame, Elifelet, Allenby, Carlebach, Yehudit, Shaul HaMelech, Arlozorov, Abba Hillel, Bialik, Ben Gurion, Aharonowitz. De Aharonowitz, um ramo continua a Shenkar, Rabin, Beilinson, Dankner, Orlov, Pinsker, Petah Tikva, a Estação Central de Ônibus (Terminal); outra continua Em HaMoshavot e o Departamento de Manutenção Kiryat Aryeh.

### Linha Verde
A segunda ou a Linha Verde, em fase de aprovação, é de 14 quilómetros (9 mi) linha que irá correr a partir do oeste de Rishon LeZion ao norte através Holon para o Centro de Tel Aviv. Apenas o seu segmento do Metrô de Tel Aviv será subterrâneo. Esperado passageiros anuais previsto é de 50 milhões até 2020. Uma proposta de extensão da linha seria subterrânea através do Centro de Tel Aviv, a Rua Ibn Gabirol aos bairros do norte e do rio Jarcom.
As estações (metro em itálico): Carlebach, HaRakevet, Levinsky, Har Tzion, Kibbutz Galuyot, Abu Kabir, Gitit, Tzomet Holon, Kugel, Sokolov. A  partir de Sokolov, um ramo continua a HaHistadrut, Golda Meir, Barkat, Menachem Begin, Moshe Dayan, Holon Darom, Kenyon HaZahav, Rishon LeZion; outro continua Krause, Serlin, Geulim, Betzalel, HaMelacha, Mifratz Shlomo, HaMerkava, e o Departamento de Manutenção Holon.

### Linha Amarela
A terceira, ou Linha Amarela está nas fases de planejamento. Seria a maioritariamente linha de metropolitano da cidade com de 24 quilómetros (15 milhas) de comprimento, ligando Kfar Saba e Tel Aviv através Ra'anana, Herzliya e Ramat Hasharon. Uma possível extensão desta linha seria executado paralelamente a costa de Tel Aviv, como um sistema subterrâneo, e ligue pcom a Linha Vermelha na Área do Boulevard Rothschild.

### Linha Roxa
A quarta, ou Linha Roxa, também na fase de planejamento, é encarado como um 12 quilómetros (7 milhas) de Tel Aviv para Kiryat Ono. A maior parte do que seria imaterial.